# Antički brodolom kod Krave
Ostatci antičkog brodoloma nalaze se kod hridi Krave na ulazu u Višku luku.

## Opis
Rastresita gomila ulomaka amfora ranog "grčko-italskog" i korintskih B amfora iz 4. – 3. stoljeće pr. Kr. nalazi se na sjeverozapadnoj strani hridi Krava, sjeveroistočno od Visa. Uočeni su i kameni žrvnjevi izvedeni u najmanje dva oblika. Dio tereta i drveni ostaci brodske konstrukcije nalaze se pod pijeskom.

## Zaštita
Pod oznakom Z-61 zavedena je kao nepokretno kulturno dobro - pojedinačno, pravna statusa zaštićena kulturnog dobra, klasificirano kao "arheološka baština".